# Henricus Erici Helelius
Henricus Erici Helelius, död 1672, var rector cantus (director musices) i Uppsala 1644–1662 och präst.
Helelius prästvigdes senast 1660.